# 吕钦
吕钦（1962年8月10日—），中国象棋特级大师，現為中國象棋男子甲级联赛广东碧桂园队的領隊兼棋手，与许银川并称“岭南双雄”。
获得5次全国象棋个人赛冠军、6次亚洲象棋团体锦标赛冠军、1次亚洲象棋名手赛冠军、5次世界象棋锦标赛个人和团体冠军、11次五羊杯冠军，2010年亞洲運動會象棋比賽男子个人赛季军，有“羊城少帅”之称。